# Lithocarpus litseifolius
Lithocarpus litseifolius (Hance) Chun – gatunek roślin z rodziny bukowatych (Fagaceae Dumort.). Występuje naturalnie w północno-wschodniej części Mjanmy, Laosie, północnym Wietnamie oraz Chinach (w prowincjach Fujian, Guangdong, Kuejczou, Hajnan, Hubei, Hunan, Jiangxi, Syczuan, Junnan i Zhejiang, a także w regionie autonomicznym Kuangsi). 

## Morfologia
PokrójZimozielone drzewo dorastające do 20 m wysokości.
LiścieBlaszka liściowa jest nieco skórzasta i ma owalny, odwrotnie jajowato eliptyczny lub eliptyczny kształt. Mierzy 8–18 cm długości oraz 3–8 cm szerokości, jest całobrzega, ma klinową nasadę i spiczasty wierzchołek. Ogonek liściowy jest nagi i ma 15–25 mm długości.
OwoceOrzechy o kształcie od stożkowatego do niemal kulistego, dorastają do 8–15 mm długości i 12–20 mm średnicy. Osadzone są pojedynczo w miseczkach w kształcie talerza, które mierzą 8–15 mm średnicy. Orzechy otulone są w miseczkach do 10–20% ich długości.

## Biologia i ekologia
Rośnie w wiecznie zielonych lasach. Występuje na wysokości od 500 do 2500 m n.p.m. Kwitnie od maja do września, natomiast owoce dojrzewają od kwietnia do października.